# Pointløb (banecykling)
Pointløb er en disciplin i banecykling, hvor deltagerne konkurrerer om at vinde point i en lang række spurtopgør.
I pointløb starter feltet samtidigt, og der uddeles point til de ryttere der kommer først over målstregen, hver gang feltet har kørt et vist antal omgange. 
Sporten er på det olympiske program. Den danske cykelrytter Dan Frost vandt VM-sølv i 1986 og guld ved Sommer-OL 1988 i Seoul.